# الإسلام في كمبوديا

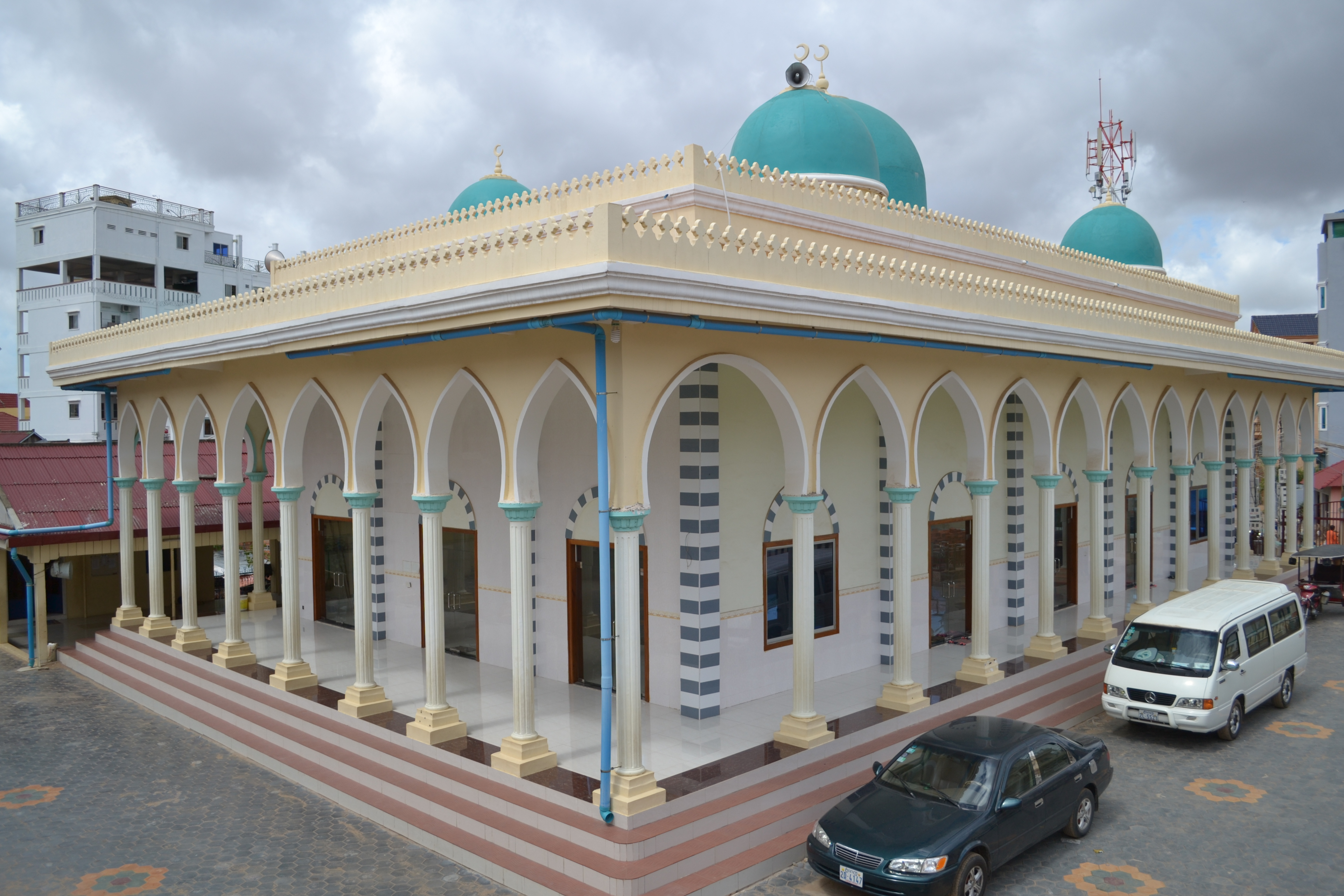
مسجد نور الإحسان

الإسلام هو دين أغلبية عرقية تشام والأقليات الملاوية في كمبوديا. وفقًا للمؤرخ بو دهارما، كان هناك 150.000 إلى 200.000 مسلم في كمبوديا حتى عام 1975. تعرضوا للاضطهاد تحت حكم حزب الخمير الحمر وتناقصت أعدادهم، ومع ذلك، وبحلول أواخر الثمانينات، ربما لم يكونوا قد استعادوا قوتهم السابقة. في عام 2009، قدر مركز بيو للأبحاث أن 1.6% من السكان، أو 236,000 شخص هم من المسلمين. مثل سكان تشام المسلمين الآخرين، فإن المسلمين في كمبوديا هم من المسلمين السنة على المذهب الشافعي ويتبعون عقيدة ماتريدية.
انتقل الإسلام إلى شبه جزيرة الهند الصينية عن طريق جماعات من الجاويين والهنود والتجار العرب، ووصلهم الإسلام في القرن التاسع عشر، وانتشر بين جماعات تشام أيام ازدهار مملكتهم في القسم الجنوبي من الهند الصينية وعرفت بمملكة تشامبيا، كما أنتشر الإسلام بين الجماعات الجاوية التي تنتمي إلى العناصر الأندونيسية، وتتحدث الجماعات المسلمة لغة الخمير، ولقد كان عدد المسلمين 180 ألف نسمة وأصبح الآن أكثر من 200 ألف.
وينتشر المسلمون في كمبوديا في 14 ولاية، وتركيزهم في منطقة كامبونج - تشام في القسم الجنوبي من البلاد، وهناك جماعات مسلمة تنتمي إلى العناصر الجاوية تنتشر في المناطق الساحلية، وتعرض المسلمون إلى الاضطهاد في ظل حكومة الخمير الحمر، غير أن أوضاعهم تحسنت بعودة الملكية.

## الخلفية المبكرة للإسلام
نشأت تشام من مملكة تشامبا. بعد غزو فيتنام لتشامبا، منحت كمبوديا اللجوء لتشام المسلمين الهاربين من الغزو الفيتنامي.
يذكر الدمشقي في 1325م ما يعني أن «بلاد التشامبا يقطنها مسلمون وغير مسلمين. ودخلها الدين الإسلامي في عهد عثمان بن عفان وعلي بن ابي طالب، وأن كثرة من المسلمين الّذين هجّرهم الأمويون والحجاجُ ابن يوسف فرّوا إلى تلك المنطقة.

## حياة المجتمع
لدى تشام مساجد خاصة بهم. في عام 1962 كان هناك حوالي 100 مسجد في البلاد. في نهاية القرن التاسع عشر، شكل المسلمون في كمبوديا مجتمعًا موحدًا تحت سلطة أربعة شخصيات دينية. يتألف مجلس الأعيان في قرى تشام من حكيم وكاتب، ومؤذن وإمام. تم إعفاء كبار الشخصيات الأربعة والحكيم من الضرائب الشخصية، ودُعيوا للمشاركة في الاحتفالات الوطنية الكبرى في البلاط الملكي. عندما أصبحت كمبوديا مستقلة، تم وضع المجتمع الإسلامي تحت سيطرة مجلس من خمسة أعضاء يمثل المجتمع في الوظائف الرسمية وفي اتصالات مع المجتمعات الإسلامية الأخرى. لكل جماعة مسلمة حكيم يقود الجماعة والمسجد، وإمام يؤدي الصلوات، ومؤذن يدعو المؤمنين إلى الصلوات اليومية. تعتبر شبه جزيرة كروي تشانجفار بالقرب من بنوم بنه المركز الروحي لتشام، ويقيم هناك العديد من كبار المسؤولين المسلمين. كل عام يذهب بعض التشام لدراسة القرآن في كلنتن في ماليزيا، ويذهب البعض للدراسة في مكة أو القيام بالحج. وفقا لأرقام من أواخر الخمسينات، أكمل حوالي 7 في المائة من التشام الحج ويمكنهم ارتداء الطربوش أو العمامة كعلامة على إنجازهم.
يحتفظ التشام التقليدي بالعديد من التقاليد والطقوس الإسلامية القديمة أو ما قبل الإسلام. إنهم يعتقدون بوحدانية الله، لكنهم يعترفون أيضًا بالممارسات غير الإسلامية الأخرى. إنهم أقرب، في كثير من النواحي، إلى تشام فيتنام منه إلى المسلمين الآخرين. يرتدي كبار الشخصيات الدينية للتشام (والتشام في فيتنام) بالكامل باللون الأبيض، ويحلقون رؤوسهم ووجوههم.

## الاضطهاد
تعرّض التشام للاضطهاد في كمبوديا بشكل رئيسي خلال نظام الخمير الحمر من عام 1975 إلى عام 1979. اكتسب الخمير الحمر السيطرة على كمبوتشيا الديمقراطية بعد هزيمة قوات جمهورية الخمير في عام 1975. تحت قيادة زعيمها بول بوت، فإن الخمير الحمر -المعروف رسمياً باسم الحزب الشيوعي لكمبوتشيا- سيعيدون تعريف سياسات كمبوتشيا الديمقراطية من خلال نظرتها الاقتصادية والسياسية الزراعية. وقد أدى ذلك إلى الانتقال الجماعي للسكان من المناطق الحضرية إلى الريف حيث أجبروا على العمل في الحقول كل يوم مع القليل من الطعام والراحة. علاوة على ذلك، بدأ نظام الخمير الحمر في تفكيك الهياكل الاجتماعية والاقتصادية للشعب بشكل منهجي وفحص السكان بناءً على خلفياتهم السياسية والدينية والعرقية من أجل الحفاظ على النظام الاجتماعي السياسي القائم على المثل الشيوعية لبول بوت. تم قمع البوذية، التي كانت آنذاك المجموعة الدينية السائدة في المجتمع الكمبودي؛ تم إجلاء الرهبان وإرسالهم للعمل في الحقول. اختلف العلماء والمؤرخون في العدد المحدد للضحايا، لكنهم قدروا أن ما يقرب من ثلث السكان الكمبوديين ممن قُتلوا على يد النظام أو ماتوا بسبب الجوع والمرض، وبذلك يكون العدد الإجمالي يتراوح بين 1.05 مليون إلى 2.2 مليون. كما لم يسلم التشام من الاضطهاد والتعذيب والموت تحت سيطرة النظام.
رأى ديفيد تشاندلر أنه على الرغم من أن الأقليات العرقية وقعت ضحية لنظام الخمير الحمر، إلا أنها لم تكن مستهدفة على وجه التحديد بسبب خلفياتهم العرقية، بل لأنها كانت في الغالب أعداء للثورة. علاوة على ذلك، يرفض تشاندلر أيضًا استخدام مصطلحي «الشوفينية» و«الإبادة الجماعية» فقط لتجنب رسم أوجه تشابه محتملة لهتلر. هذا يشير إلى أن تشاندلر لا يؤمن بحجة اتهام نظام الخمير الحمر بجريمة الإبادة الجماعية. وبالمثل يشغل مايكل فيكري منصبًا مشابهًا لموقف تشاندلر، ويرفض الاعتراف بالفظائع التي ارتكبها نظام الخمير الحمر على أنها إبادة جماعية. اعتبر فيكيري أن الخمير الحمر نظام «شوفيني» بسبب سياساته المعادية لفيتنام ومناهضة الدين. كما اعترف ستيفن هيدر بأن الخمير الحمر لم يكونوا مذنبين بالإبادة الجماعية، مشيرين إلى أن فظائع النظام لم تكن بدافع العرق.
يجادل بن كيرنان بأنه كان بالفعل إبادة جماعية ويختلف مع العلماء الثلاثة، من خلال تقديم أمثلة من تاريخ شعب التشام في كمبوديا، كما فعلت المحكمة الدولية التي وجدت نيون تشيا وخيو سامفان مذنبين حيث حُكم عليهما بالسجن المؤبد.

## وضع المسلمين في الوقت الحاضر
اليوم، المسلمون قادرون على ممارسة دينهم بشكل طبيعي وفي الخارج. بدأ هذا في عصر جمهورية كامبوتشيا الشعبية حيث تم السماح للأديان بممارسة طقوسها مرة أخرى. يتمتع التشام أيضا بالحقوق الديمقراطية مثل جميع المواطنين الخمير، مع الحق في التصويت والانتخاب كسياسيين.

## المساجد

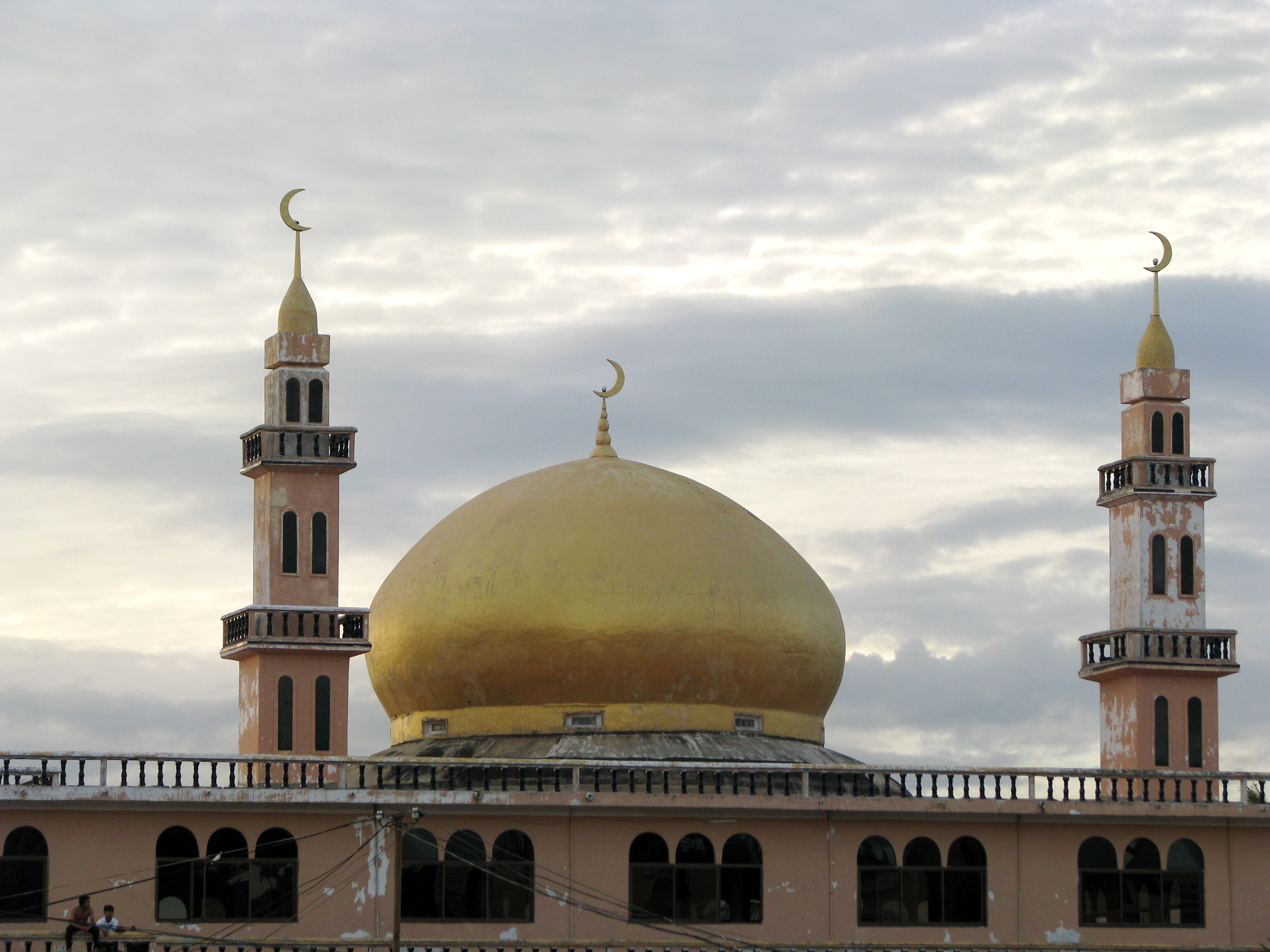
مسجد نور الإحسان في بنوم بنه

شيد المسلمون 185 مسجداً، 9 منها في فينوم بنيه العاصمة، و59في منطقة كامبونج، والمساجد الباقية موزعة على مناطق المسلمين بكمبوتشيا.

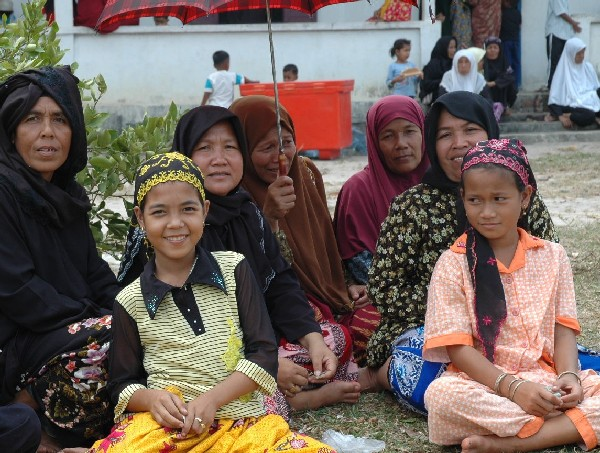
مسلمات في كمبوديا

## مسلمون بارزون
أماث ياشيا، سياسي كمبودي من عرقية تشام.